# 高原由香子
高原 由香子（たかはら ゆかこ、2月2日 - ）は、日本のフリーアナウンサー、アロマセラピスト。過去にはイーグル・ベイに所属していた。

## 来歴
千葉県千葉市出身。成城大学文芸学部英文学科卒業。
大学を卒業後、2007年4月に静岡エフエム放送 (K-MIX) に入社し、編成制作部に配属される。K-MIX在籍当時は、主に朝の情報番組のパーソナリティを務めていた。また番組出演のみならず、CMのナレーション、放送素材の編集作業、ディレクター業務、静岡リビング新聞社が発行するフリーマガジン『mignon』のコラム執筆なども担当した。
後にK-MIXを退社し、イーグル・ベイ所属のフリーアナウンサーになる。また、国際アロマセラピスト連盟 (IFA) 認定のアロマセラピストにもなった。

## 担当番組

### K-MIX
- Brand-new Junction（2007年4月 - 2011年3月）
- K-MIX NEW TUNE SHUFFLE（2007年4月 - 2009年3月）
- ガルパラ（2008年7月 - 2010年9月）
- MIND SCAPE（2009年3月[3] - 2010年3月）
- 学-SHOCK（2010年4月 - 2011年3月）

### フリー転向後
- 上原喜光ぐるっと360度（ミュージックバード）